# Compagnie du chemin de fer de l'Est-Marseille
La Compagnie du chemin de fer de l'Est-Marseille est créée en 1891 pour construire et exploiter une ligne de tramway dans la Ville de Marseille. Elle disparait en 1904, ses actifs rachetés par la Compagnie générale française de tramways (CGFT).

## Histoire
Une première concession pour un tramway entre Noailles et Saint-Pierre est attribuée à MM. Peyronnet et Sylvestre. Le 1er juillet 1891, la concession est attribuée finalement à la Compagnie du chemin de fer de l'Est-Marseille. La ligne est déclarée d'utilité publique le 27 février 1892. La mise en service a lieu  le 23 décembre 1893.
La traction à vapeur est utilisée pour l'exploitation. On utilise des locomotives sans foyer système Lamm et Francq. 

## La ligne
La ligne Gare de Noailles (Marché des Capucins) - La Blancarde - Saint-Pierre est longue de 2,9 kilomètres. Elle est construite à voie métrique et comprend un tunnel d'une longueur de 800 mètres au départ du marché des Capucins. Le dépôt et l'usine de production de vapeur sont situés à Saint-Pierre.

## Matériel roulant
- Locomotives à vapeur
  - no 1 à 6, 020T, sans foyer système Léon Francq, livrées par Weidknecht en 1893;
  - no 7 et 8, 020T, sans foyer système Léon Francq, livrées par Weidknecht en 1896.
- Voitures à voyageurs
  - 14 voitures, à plateformes extrêmes et essieux articulés système Beynes.